# Dysoxylum fraserianum
Dysoxylum pachyphyllum es a veces erróneamente mencionado D. fraserianum en fuentes más antiguas.

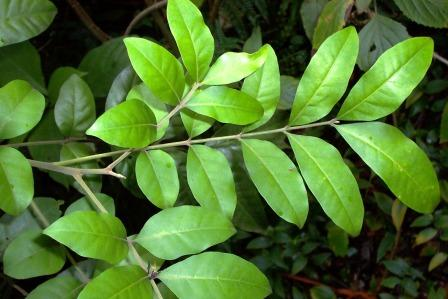
Dysoxylum fraserianum - follaje

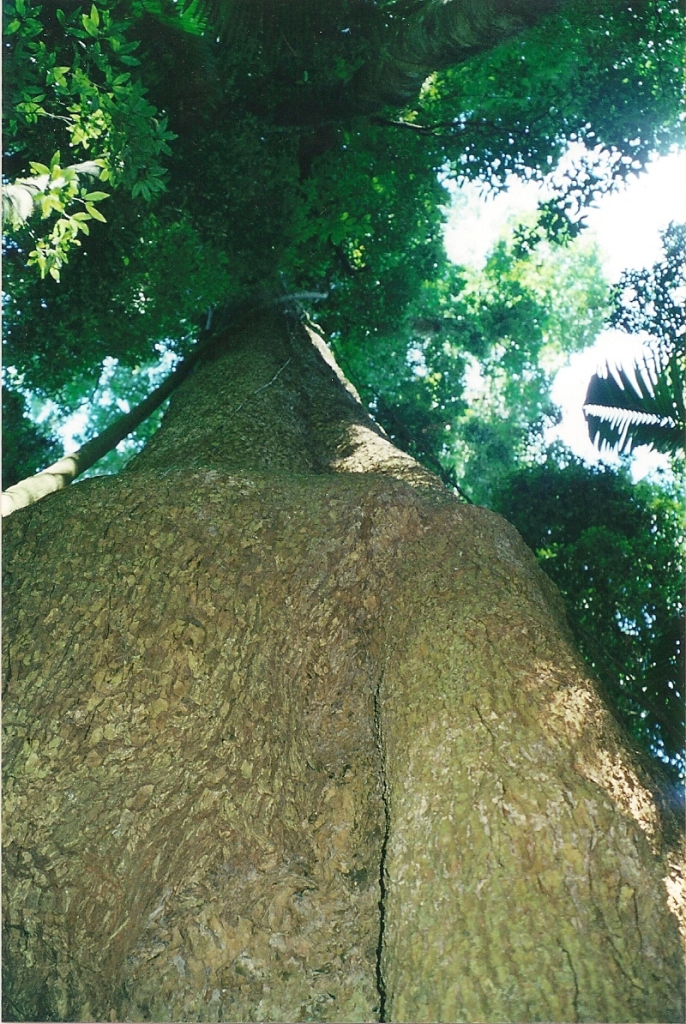
Dysoxylum fraserianum – árbol gigante, Parque Nacional Montes de la Frontera

Dysoxylum fraserianum es una especie de especie de árbol  grande nativo de  Nueva Gales del Sur y Queensland, Australia.

## Descripción
Los árboles maduros pueden crecer a una altura de 57 m de altura, con un tronco de hasta 3,5 metros de  diámetro. Tiene hojas paripinnadas de 6,5–25 cm de largo con 4–12 foliolos.

## Hábitat
D. fraserianum es una de las especies de árboles más comunes en las selvas subtropicales de Australia. Es una especie típica de vida longeva, lento crecimiento,  tolerante a la sombra y de vegetación clímax.

## Taxonomía
Dysoxylum fraserianum fue descrita por (A.Juss.) Benth. y publicado en Flora Australiensis: a description . . . 1: 381. 1863.
Sinonimia
- Alliaria fraseriana Kuntze
- Alliaria lessertiana Kuntze
- Alliaria pubescens Kuntze
- Cambania fraseriana (A.Juss.) M.Roem.
- Dysoxylum becklerianum C.DC.
- Dysoxylum lessertianum (A.Juss.) Benth.
- Dysoxylum lessertianum var. pubescens Benth.
- Dysoxylum ptychocarpum Radlk.
- Epicharis fraseriana (A.Juss.) C.DC.
- Epicharis lessertiana (A.Juss.) C.DC.
- Hartighsea fraserana A.Juss.
- Hartighsea lessertiana A.Juss.
- Schleichera ptychocarpa F.Muell.
- Trichilia quinquevalvis Pancher & Sebert[4]